# Israel Keyes
Israel Keyes (ur. 7 stycznia 1978 w Richmond, Utah, zm. 2 grudnia 2012 w Anchorage, Alaska) – amerykański seryjny morderca, rabuś bankowy, włamywacz, podpalacz, porywacz, gwałciciel oraz nekrofil, który zamordował minimum 11 ofiar w Stanach Zjednoczonych od czerwca 2011 do lutego 2012. Czekając na swój proces, Keyes popełnił samobójstwo, podcinając sobie nadgarstki oraz dla pewności, powiesił się.
W swojej celi zostawił list pożegnalny, rysunek Bafometa, rysunki 11 czaszek oraz napis "Corozal". Wszystko napisał (bądź poplamił) swoją krwią. Pozostawione rysunki doprowadziły FBI do tego, że Keyes zamordował łącznie jedenaście osób. Już w 1996 roku przyznał się do brutalnych przestępstw, z napaścią seksualną na nastoletnią dziewczynę w Oregonie, w serii drobiazgowych przestępstw w wielu stanach, które trwały aż do jego schwytania w 2012 roku.